# Buone sensazioni
Buone sensazioni è il terzo album del cantante italiano Dennis Fantina, pubblicato dall'etichetta discografica Solomusicaitaliana e distribuito dalla Edel nel 2007.

## Tracce
1. Buone sensazioni
2. Come Bambi
3. Ti sorveglierò
4. Poi c'è l'Africa
5. Pagherai
6. Il nostro amore limpido
7. L'acqua del mare
8. Uno spazio immenso
9. Sole d'estate
10. Sei l'unica per me